# John Philip Grime
John Philip Grime (* 30. April 1935 in Manchester, Vereinigtes Königreich; † 19. April 2021 in Sheffield, Vereinigtes Königreich) war ein britischer Ökologe. Er lehrte und forschte ab 1964 an der University of Sheffield und war ab 1989 Direktor des mit der Universität verbundenen Instituts für vergleichende Pflanzenökologie des Natural Environment Research Council. Auf Grime geht die 1974 von ihm formulierte CSR Plant Strategy Theory  zurück, eine Evolutionstheorie, die anhand von drei „Strategien“ erklärt, warum Pflanzen an Standorten überleben, obwohl sie Störungen wie Tierfraß, Bodenbearbeitung oder Wassermangel ausgesetzt sind.

## Leben
Phil Grime – so sein Rufname im Alltag – war der Sohn von Robert Grime, einem Bankmanager, und dessen Ehefrau Gertrude. Er wuchs in einer ländlichen Gegend nördlich von Middleton unweit des Rochdale Canals auf und verbrachte dort auch seine Schulzeit. Ab 1953 studierte er Naturwissenschaften an der University of Sheffield, wo er 1956 den Bachelor-Grad und 1960 den Doktor-Grad mit Arbeiten über pflanzenökologische und pflanzenphysiologische Themen erwarb. Als Postdoc arbeitete er danach zwei Jahre lang an der Nature Conservancy Grassland Research Unit des Fachbereichs Botanik in Sheffield. 1963/64 folgte ein Forschungsaufenthalt in der Abteilung für Boden- und Klimakunde (Department of Soils and Climatology) der Connecticut Agricultural Experiment Station in New Haven, Connecticut (Vereinigte Staaten). Zurück in Sheffield, wurde er 1964 Mitglied der Unit of Comparative Plant Ecology, die der Botaniker Arthur Roy Clapham (1904–1990) drei Jahre zuvor gegründet hatte. 1971 wurde er deren stellvertretender Direktor, ab 1989 war er Direktor des Buxton Climate Change Impacts Laboratory der Universität.
Grime war von 1966 bis zur Scheidung im Jahr 1982 mit Jean Carol Sorenson verheiratet. Das Paar hatte einen Sohn. Im Jahr 2000 heiratete er seine Kollegin Sarah M. Buckland, das Paar hatte zwei Kinder. Er starb Mitte April 2021 nach einer kurzen Phase von Demenz im Seven Hills Nursing Home in Sheffield.

## Forschung
Philip Grime galt als erfahrener ökologischer Experimentator, zugleich hat er aber auch zahlreiche ökologische Theorien formuliert und diese – wie es in einem Nachruf im Fachblatt Nature Ecology & Evolution angedeutet wurde – oft wenig diplomatisch verteidigt. Zentrum seiner Forschung war die Klärung der Fragen, wie Pflanzen und Pflanzengemeinschaften miteinander und mit der Umwelt interagieren. In einem Nachruf der Royal Society heißt es zusammenfassend, es sei ihm gelungen „wirklich neue Sichtweisen einführen, anstatt nur bestehende Paradigmen zu optimieren.“
Als Grimes bekanntester Beitrag zur Ökologie der Pflanzen gilt seine 1974 formulierte CSR Plant Strategy Theory, deren Grundaussagen sowohl im Bereich des Naturschutzes als auch beim Vegetationsmanagement von Bedeutung sind. Die Abkürzung CSR steht für drei unterschiedliche „Strategien“ von Pflanzen, dank derer sie trotz zum Beispiel Mangel an Licht, Wasser oder Nährstoffen, trotz Beweidung, Schädlingsbefall und anderer Zerstörungen von Blattsubstanz überleben können: C = competitive (konkurrenzfähig); S = stresstolerant; R = ruderal. „Ruderalstrategen“ sind krautig und einjährig bis kurzlebig, sie wachsen und samen rasch, sodass sie nach ungünstigen Perioden bald wieder auftreten können. „Stresstoleranz-Strategen“ sind meist langlebiger, aber ebenfalls kleinwüchsig und kommen insbesondere auf konkurrenzarmen Standorten – zum Beispiel im Schatten von Waldbäumen oder auf Trittrasen vor. Zu den „Konkurrenzstrategen“ zählen beispielsweise Gehölze, die dichte, hochwüchsige Bestände ausbilden.
Im Jahr 2012 erweiterte Grime seine CSR Plant Strategy Theory gemeinsam mit Simon Pierce zu einer Universal Adaptive Strategy Theory.
Das 1989 von Grime gegründete und geleitete Buxton Climate Change Impacts Laboratory gilt als das längste Forschungsprojekt zum Klimawandel im United Kingdom.

## Ehrungen (Auswahl)
- 1991: Mitglied der Königlich Niederländischen Akademie der Wissenschaften[9]
- 1997: Marsh Award for Ecology der British Ecological Society[10]
- 1998: Mitglied der Royal Society[10]
- 1998: Mitglied der Ecological Society of America[10]
- 1998: Ehrenmitglied der British Ecological Society[10]
- 2011: Alexander-von-Humboldt-Medaille der International Association of Vegetation Science[11]

## Schriften (Auswahl)
- Measurement of Leaf Colour. In: Nature. Band 191, 1961, S. 614–615, doi:10.1038/191614b0.
- Competitive Exclusion in Herbaceous Vegetation. In: Nature. Band 242, 1973, S. 344–347, doi:10.1038/242344a0.
- Evidence for the Existence of Three Primary Strategies in Plants and Its Relevance to Ecological and Evolutionary Theory. In: The American Naturalist. Band 111, Nr. 982, 1977, S. 1169–1194, JSTOR:2460262, Volltext (PDF).
- Plant Strategies and Vegetation Processes. John Wiley & Sons, New York 1979, ISBN 978-0-471-99692-7.
- Plant Strategies, Vegetation Processes, and Ecosystem Properties. John Wiley & Sons, New York 2001, ISBN 0-471-49601-4. (2. Aufl. 2006, ISBN 978-0-470-85040-4.)
- Trait convergence and trait divergence in herbaceous plant communities: Mechanisms and consequences. In: Journal of Vegetation Science. Band 17, Nr. 2, 2006, S. 255–260, doi:10.1111/j.1654-1103.2006.tb02444.x.

## Belege
1. 1 2  J. P. Grime: Vegetation classification by reference to strategies. In: Nature. Band 250, 1974, S. 26–31, doi:10.1038/250026a0.
2. 1 2 3  John Philip Grime. 30 April 1935 – 19 April 2021. Würdigung auf royalsocietypublishing.org vom 1. September 2021.
3. ↑  Obituary: J. Philip Grime, F.R.S. Nachruf auf dem Server der British Ecological Society.
4. ↑  Ken Thompson und Sandra Díaz: J. Philip Grime (1935–2021). In: Nature Ecology & Evolution. Band 5, 2021, S. 890–891, doi:10.1038/s41559-021-01480-6.
5. ↑  Ökologische Strategien und Pflanzenverwendung. In: Gartenpraxis. Nr. 3, 2006, S. 1–5.
6. ↑  J. Philip Grime und Simon Pierce: The Evolutionary Strategies that Shape Ecosystems. John Wiley & Sons, New York 2012, ISBN 978-0-470-67481-9.
7. ↑  Buxton Climate Change Impacts Lab Offizielle Website
8. ↑  A tribute to Professor Philip Grime. Auf: ecologicalcontinuitytrust.org vom 29. September 2021.
9. ↑  Philip Grime. Königlich Niederländische Akademie der Wissenschaften, archiviert vom Original am 30. Januar 2016; abgerufen am 3. Oktober 2021 (englisch, niederländisch).
10. 1 2 3 4  Universität Sheffield: Professor Philip Grime. Kurzbiographie
11. ↑  Alexander von Humboldt Medal - International Association for Vegetation Science (IAVS). Archiviert vom Original am 24. April 2024; abgerufen am 18. März 2025 (englisch).

| Personendaten    | Personendaten                 |
| ---------------- | ----------------------------- |
| NAME             | Grime, John Philip            |
| ALTERNATIVNAMEN  | Grime, J. Philip; Grime, Phil |
| KURZBESCHREIBUNG | britischer Pflanzenökologe    |
| GEBURTSDATUM     | 30. April 1935                |
| GEBURTSORT       | Manchester                    |
| STERBEDATUM      | 19. April 2021                |
| STERBEORT        | Sheffield                     |